# هامور نرم
هامور نرم (نام علمی: Dermatolepis striolata) نام یک گونه از زیرخانواده هامور است.